# Пам'ятник жертвам Голодомору 1932—1933 років (Ромни)
Меморіал пам'яті жертв Голодомору 1932—1933 років у місті Ромни на Сумщині — комплекс, що складається з пам'ятника «Жертвам Голодомору в Україні (1932—1933)» та монументу «Замучені голодом» у місті Ромни Сумської області.

## Загальні дані
Меморіальний комплекс споруд відкрито 22 листопада 2008 року неподалік від місця масового поховання жертв Голодомору в місті Ромни на Сумщині. Тут у 1932—1933 роках була викопана загальна яма, до якої відвозили та захоронювали померлих роменчан, а також трупи тих, кого викидали з вагонів поїздів, що рухалися через залізничну станцію Ромни на перегоні Бахмач-Ромни-Ромодан. Комплекс споруджено за кошти місцевого бюджету.

## Опис
Пам'ятник «Жертвам Голодомору в Україні (1932—1933)» має висоту 2,5 метри. Монумент «Замучені голодом» — це статуя жінки й дитини. Жінка, повернувши голову ліворуч — споглядає небо, а дівчинка дивиться праворуч у землю. Автор пам'ятника — скульптор і художник Олексій Федько.
Комплекс розташовано перед входом до центрального цвинтаря по вулиці Дудіна. Майданчик навколо пам'ятника вистелений плиткою і оформлений квітами.